# Szendike
A Szendike a szende szóból kicsinyítőképzővel alkotott név.

## Gyakorisága
Az 1990-es években szórványos név, a 2000-es években nem szerepel a 100 leggyakoribb női név között.

## Névnapok
- július 11.[2]
- október 11.[2]